# Cantone di Saintes-Ovest
Il Cantone di Saintes-Ovest era una divisione amministrativa dell'arrondissement di Saintes.
A seguito della riforma approvata con decreto del 27 febbraio 2014, che ha avuto attuazione dopo le elezioni dipartimentali del 2015, è stato soppresso.

## Composizione
Comprendeva parte del comune di Saintes e i comuni di:
- Chermignac
- Écurat
- Nieul-lès-Saintes
- Pessines
- Préguillac
- Saint-Georges-des-Coteaux
- Thénac
- Varzay